# 汤姆·梅勒
汤姆·梅勒（英語：Tom Mellor，1950年1月27日—），美国男子冰球运动员，场上位置是后卫。他曾代表美国国家队参加1972年冬季奥林匹克运动会冰球比赛，获得一枚银牌。